# Argylle: Siêu điệp viên
Argylle: Siêu điệp viên (tiếng Anh: Argylle) là một bộ phim điện ảnh Anh – Mỹ thuộc thể loại hài – hành động – điệp viên ra mắt vào năm 2024 do Matthew Vaughn làm đạo diễn và sản xuất, với sự tham gia diễn xuất của các diễn viên gồm Henry Cavill, Bryce Dallas Howard, Sam Rockwell, Bryan Cranston, Catherine O'Hara, Dua Lipa, Ariana DeBose, John Cena và Samuel L. Jackson.
Phim được Universal Pictures và Apple Original Films phát hành tại Mỹ vào ngày 2 tháng 2 năm 2024 và tại Việt Nam vào ngày 10 tháng 2 cùng năm, tức mùng 1 Tết Nguyên đán. Sau khi ra mắt, tác phẩm nhìn chung nhận về những lời chỉ trích từ giới chuyên môn, và là một thất bại về doanh thu khi chỉ thu về 96,2 triệu USD từ kinh phí sản xuất lên đến 200 triệu USD.